# Burnin' Up Tour
Burnin 'Up Tour je pátým koncertním turné Jonas Brothers. Toto turné mělo podpořit jejich třetí album A Little Bit Longer. Toto turné mělo také podporovat originální film od Disney, Camp Rock, ve kterém Jonas Brothers hráli. Turné ale bylo také použito na podporu hudby Demi Lovato. Turné začalo 4. července 2008. 3D koncertní film s názvem Jonas Brothers: The 3D Concert Experience vyšel 27. února 2009. Koncertní album vyšlo 24. února 2009.
Avril Lavigne, Demi Lovato, The Veronicas, Robert Schwartzman z kapely Rooney a country hvězda Taylor Swift zde vystupovali jako hostující umělci na několika termínech turné a Honor Society zahájili a vystupovali jako host v Portoriku 22. března 2009. Taylor Swift vystupovala se svou písní "Should've Said No," jako duet s Jonas Brothers. Turné celkem vyšla na 41 milionů dolarů, za 48 vystoupení.

## Set list

### Demi Lovato
1. "That’s How You Know"
2. "La La Land"
3. "Trainwreck"
4. "Gonna Get Caught"
5. "Day Dream" (píseň od Avril Lavigne)
6. "Until You’re Mine"
7. "Party"
8. "Two Worlds Collide"
9. "Don't Forget"
10. "Get Back"

### Taylor Swift
1. "Should've Said No"

### Avril Lavigne
1. "Girlfriend"
2. "Complicated"

### Jonas Brothers
1. "That's Just the Way We Roll"
2. "Shelf"
3. "Hold On"
4. "BB Good"
5. "Goodnight and Goodbye"
6. "Video Girl"
7. "Gotta Find You"
8. "This is Me" s Demi Lovato
9. "A Little Bit Longer"
10. "Hello Beautiful"
11. "Still In Love With You"
12. "Tonight"
13. "Year 3000"
14. "Pushin' Me Away"
15. "Can't Have You"
16. "Play My Music"
17. "Live To Party"
18. "I'm Gonna Getcha Good" (píseň od Shanie Twain)
19. "Lovebug"
20. "SOS"
21. "When You Look Me in the Eyes"
22. "Burnin' Up" s Big Robem

## Turné v datech
| Datum             | Město            | Země      | Místo konání                                 |
| ----------------- | ---------------- | --------- | -------------------------------------------- |
| 4. července 2008  | Toronto          | Kanada    | Molson Amphitheatre                          |
| 5. července 2008  | Detroit          | USA       | DTE Energy Music Theater                     |
| 6. července 2008  | Milwaukee        | USA       | Summerfest                                   |
| 8. července 2008  | Oklahoma City    | USA       | Ford Center                                  |
| 9. července 2008  | Dallas           | USA       | SuperPages.com Center                        |
| 11. července 2008 | Phoenix          | USA       | Cricket Wireless Pavilion                    |
| 12. července 2008 | Irvine           | USA       | Verizon Wireless Amphitheater                |
| 13. července 2008 | Anaheim          | USA       | Honda Center                                 |
| 14. července 2008 | Anaheim          | USA       | Honda Center                                 |
| 15. července 2008 | San Jose         | USA       | Shoreline Amphitheatre                       |
| 16. července 2008 | Sacramento       | USA       | Sleep Train Amphitheatre                     |
| 17. července 2008 | Concord          | USA       | Sleep Train Pavilion                         |
| 19. července 2008 | Denver           | USA       | Fiddler's Green Amphitheatre                 |
| 21. července 2008 | Omaha            | USA       | Qwest Center                                 |
| 22. července 2008 | St. Louis        | USA       | Verizon Wireless Amphitheater St. Louis      |
| 23. července 2008 | Indianapolis     | USA       | Verizon Wireless Music Center                |
| 25. července 2008 | Hershey          | USA       | Hersheypark Stadium & Star Pavilion          |
| 26. července 2008 | Hartford         | USA       | New England Dodge Music Center               |
| 28. července 2008 | Cincinnati       | USA       | Riverbend Music Center                       |
| 29. července 2008 | Charlotte        | USA       | Verizon Wireless Amphitheatre Charlotte      |
| 30. července 2008 | Raleigh          | USA       | Walnut Creek Amphitheatre                    |
| 1. srpna 2008     | Scranton         | USA       | Toyota Pavilion at Montage Mountain          |
| 2. srpna 2008     | Saratoga Springs | USA       | Saratoga Performing Arts Center              |
| 6. srpna 2008     | Baltimore        | USA       | 1st Mariner Arena                            |
| 7. srpna 2008     | Mansfield        | USA       | Comcast Center                               |
| 8. srpna 2008     | Wantagh          | USA       | Nikon at Jones Beach Theater                 |
| 9. srpna 2008     | New York City    | USA       | Madison Square Garden                        |
| 10. srpna 2008    | New York City    | USA       | Madison Square Garden                        |
| 11. srpna 2008    | New York City    | USA       | Madison Square Garden                        |
| 14. srpna 2008    | Bethel           | USA       | Bethel Woods Center for The Arts             |
| 15. srpna 2008    | Darien           | USA       | Darien Lake Performing Arts Center           |
| 16. srpna 2008    | Holmdel Township | USA       | PNC Bank Arts Center                         |
| 18. srpna 2008    | Washington, D.C. | USA       | Nissan Pavilion                              |
| 19. srpna 2008    | Virginia Beach   | USA       | Verizon Wireless Virginia Beach Amphitheater |
| 20. srpna 2008    | Atlanta          | USA       | Lakewood Amphitheatre                        |
| 22. srpna 2008    | Cleveland        | USA       | Blossom Music Center                         |
| 23. srpna 2008    | Columbus         | USA       | Nationwide Arena                             |
| 24. srpna 2008    | Chicago          | USA       | First Midwest Bank Amphitheatre              |
| 26. srpna 2008    | Burgettstown     | USA       | Post-Gazette Pavilion                        |
| 27. srpna 2008    | Camden           | USA       | Susquehanna Bank Center                      |
| 29. srpna 2008    | Syracuse         | USA       | Great New York State Fair                    |
| 30. srpna 2008    | Allentown        | USA       | Great Allentown Fair                         |
| 31. srpna 2008    | Essex Junction   | USA       | The Champlain Valley Exposition              |
| 2. září 2008      | University Park  | USA       | Bryce Jordan Center                          |
| 4. září 2008      | Tampa Bay        | USA       | Ford Amphitheatre                            |
| 5. září 2008      | West Palm Beach  | USA       | Cruzan Amphitheatre                          |
| 20. prosince 2008 | Mexico City      | Mexiko    | Foro Sol                                     |
| 22. března 2009   | San Juan         | Portoriko | Coliseo de Puerto Rico, José Miguel Agrelot  |